# 恆隆數學獎
恆隆數學獎（Hang Lung Mathematics Award）是香港一個著名的數學比賽，由恒隆地產、香港中文大學數學科學研究所及數學系合辦。比賽自2004年起每兩年舉辦一次，參與的香港中學生需要進行各種數學專題研究。